# 퀘 비바 멕시코
퀘 비바 멕시코(Da zdravstvuyet Meksika!, Que Viva Mexico)는 러시아(구 소련)에서 제작된 세르게이 M. 에이젠슈타인 감독의 1979년 다큐멘터리, 드라마 영화이다.